# Kaynakbaşı, Şiran
Kaynakbaşı là một xã thuộc huyện Şiran, tỉnh Gümüşhane, Thổ Nhĩ Kỳ. Dân số thời điểm năm 2008 là 34 người.